# 24 Heures du Mans 1993
Navigation
Édition précédente Édition suivante
Les 24 Heures du Mans 1993 sont la 61e édition de l'épreuve et se déroulent les 19 et 20 juin 1993 sur le circuit de la Sarthe.

## Nombre de pilotes qualifiés pour la course
Lors de ces soixante-et-unièmes 24 Heures du Mans, 144 pilotes se qualifient pour la course mais trois d'entre eux n'y participeront pas à la suite du retrait d'une voiture. Cette année, deux femmes sont au départ de l'épreuve mancelle.
| 49 Français | 19 Allemands | 15 Italiens     | 14 Britanniques | 9 Belges      |
| 8 Suisses   | 7 Japonais   | 6 Américains    | 2 Australiens   | 2 Autrichiens |
| 2 Danois    | 2 Espagnols  | 2 Sud-Africains | 2 Suédois       | 1 Argentin    |
| 1 Brésilien | 1 Canadien   | 1 Grec          | 1 Néerlandais   |               |

## Déroulement de la course

### Classements intermédiaires
| Pos. | Après la 1re heure | Après la 1re heure                                                      | Après 6 heures | Après 6 heures                                                                      | Après 12 heures | Après 12 heures                                                                     | Après 18 heures | Après 18 heures                                                                     |
| Pos. | n°                 | Voiture / Pilotes                                                       | n°             | Voiture / Pilotes                                                                   | n°              | Voiture / Pilotes                                                                   | n°              | Voiture / Pilotes                                                                   |
| ---- | ------------------ | ----------------------------------------------------------------------- | -------------- | ----------------------------------------------------------------------------------- | --------------- | ----------------------------------------------------------------------------------- | --------------- | ----------------------------------------------------------------------------------- |
| 1    | 36                 | Toyota Team Tom's Toyota TS010 (C1) Irvine - Suzuki - Sekiya            | 1              | Peugeot Talbot Sport Peugeot 905 Evo 1B (C1) Boutsen - Dalmas - Fabi                | 3               | Peugeot Talbot Sport Peugeot 905 Evo 1B (C1) Hélary - Bouchut - Brabham             | 3               | Peugeot Talbot Sport Peugeot 905 Evo 1B (C1) Hélary - Bouchut - Brabham             |
| 2    | 2                  | Peugeot Talbot Sport Peugeot 905 Evo 1B (C1) Alliot - Baldi - Jabouille | 38             | Toyota Team Tom's Toyota TS010 (C1) Lees - Lammers - Fangio II                      | 1               | Peugeot Talbot Sport Peugeot 905 Evo 1B (C1) Boutsen - Dalmas - Fabi                | 1               | Peugeot Talbot Sport Peugeot 905 Evo 1B (C1) Boutsen - Dalmas - Fabi                |
| 3    | 1                  | Peugeot Talbot Sport Peugeot 905 Evo 1B (C1) Boutsen - Dalmas - Fabi    | 3              | Peugeot Talbot Sport Peugeot 905 Evo 1B (C1) Hélary - Bouchut - Brabham             | 36              | Toyota Team Tom's Toyota TS010 (C1) Irvine - Suzuki - Sekiya                        | 36              | Toyota Team Tom's Toyota TS010 (C1) Irvine - Suzuki - Sekiya                        |
| 4    | 37                 | Toyota Team Tom's Toyota TS010 (C1) Raphanel - Acheson - Wallace        | 36             | Toyota Team Tom's Toyota TS010 (C1) Irvine - Suzuki - Sekiya                        | 22              | Y's Racing Team / SARD Co. Ltd. Toyota 93C-V (C2) Ratzenberger - Martini - Nagasaka | 2               | Peugeot Talbot Sport Peugeot 905 Evo 1B (C1) Alliot - Baldi - Jabouille             |
| 5    | 38                 | Toyota Team Tom's Toyota TS010 (C1) Lees - Lammers - Fangio II          | 22             | Y's Racing Team / SARD Co. Ltd. Toyota 93C-V (C2) Ratzenberger - Martini - Nagasaka | 2               | Peugeot Talbot Sport Peugeot 905 Evo 1B (C1) Alliot - Baldi - Jabouille             | 22              | Y's Racing Team / SARD Co. Ltd. Toyota 93C-V (C2) Ratzenberger - Martini - Nagasaka |

### Classement final de la course

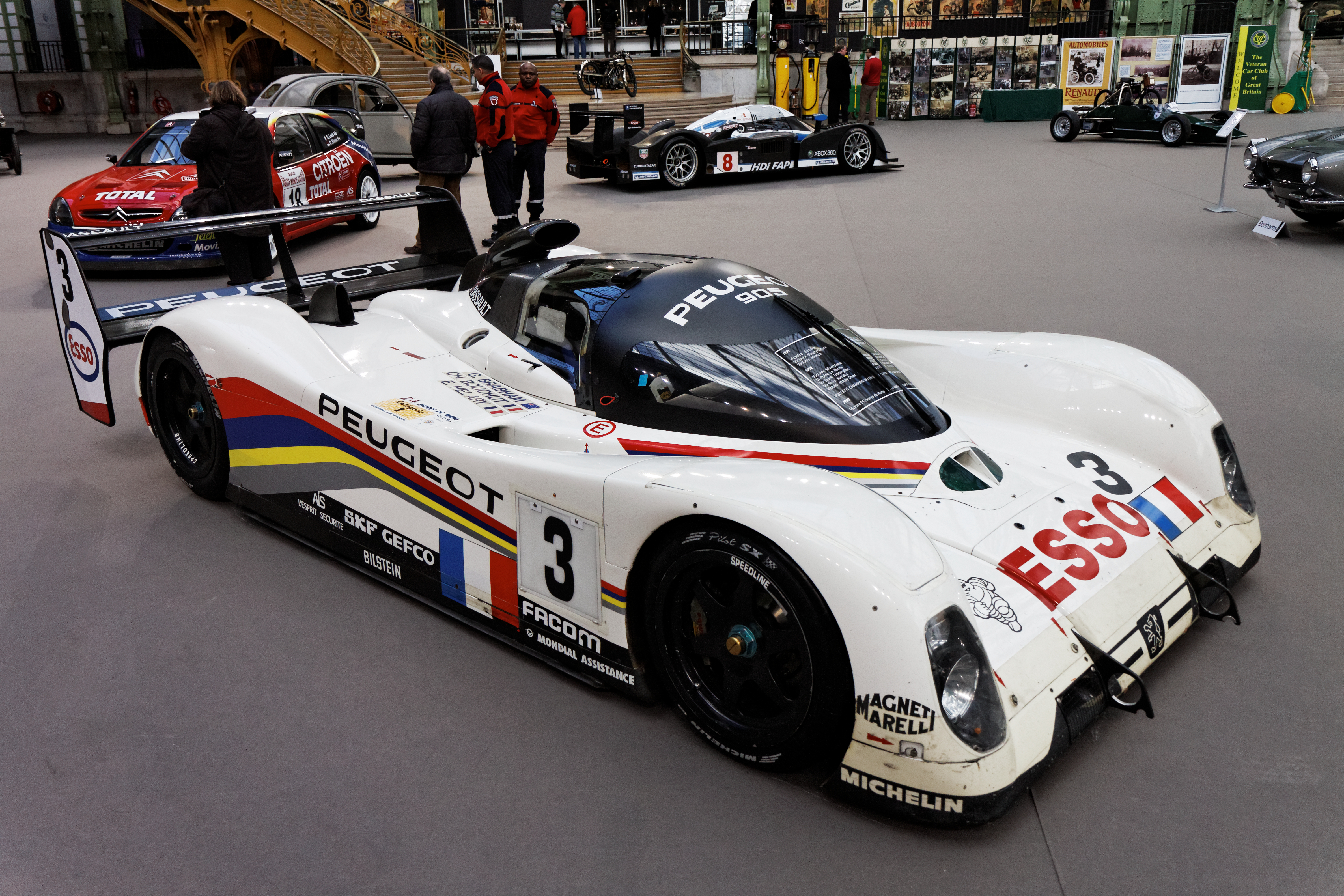
La Peugeot 905 Evo 1B, victorieuse de l'édition 1993.

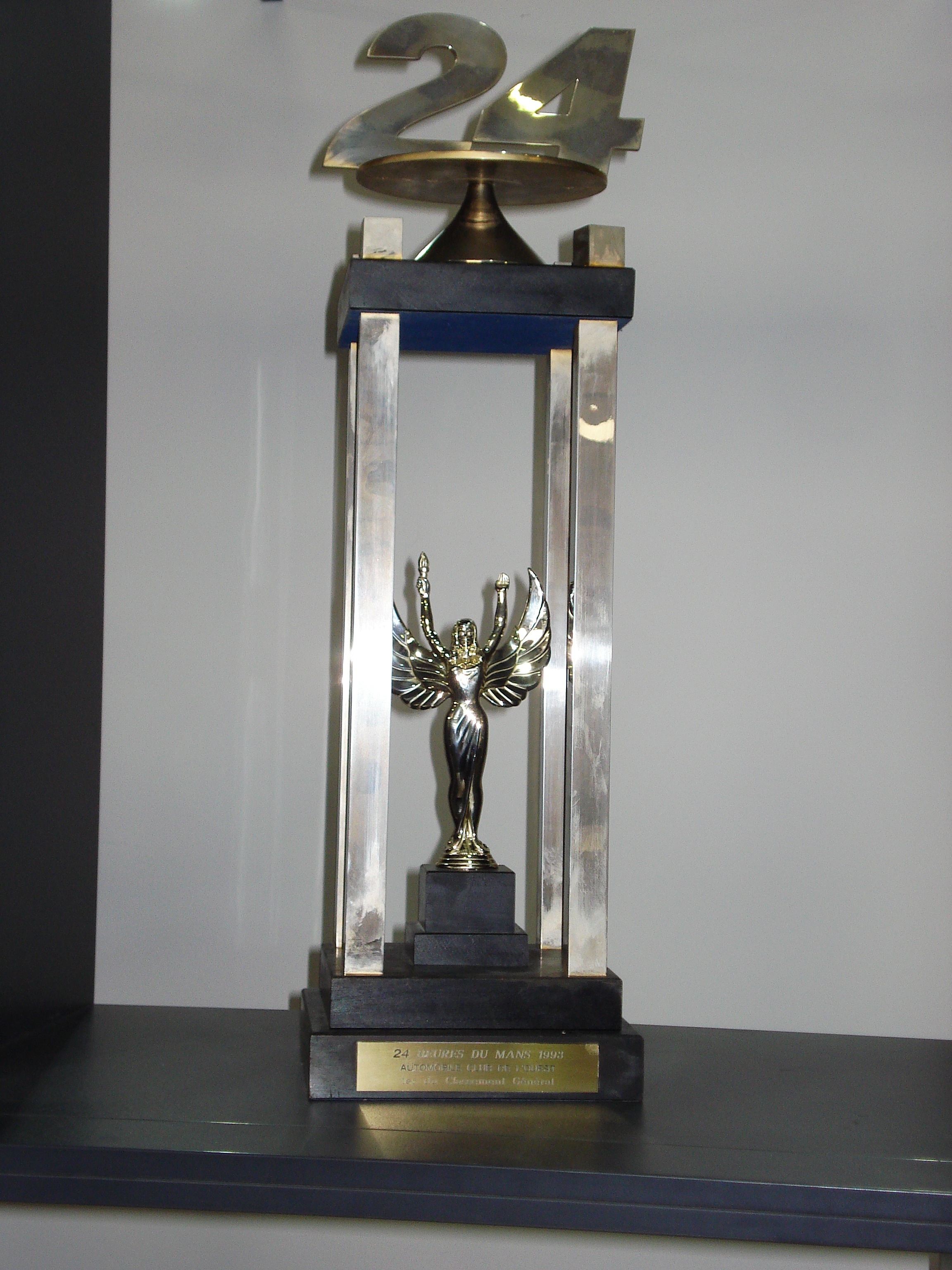
Le trophée présent au Musée de l'Aventure Peugeot.

Voici le classement officiel au terme des 24 heures de course.
- Les vainqueurs de chaque catégorie sont signalés par un fond jauni.
- Pour la colonne Pneus, il faut passer le curseur au-dessus du modèle pour connaître le manufacturier de pneumatiques.

| Pos.  | Catégorie | N° | Écurie                                        | Pilotes                                                  | Châssis                            | Pneus | Tours |
| Pos.  | Catégorie | N° | Écurie                                        | Pilotes                                                  | Moteur                             | Pneus | Tours |
| ----- | --------- | -- | --------------------------------------------- | -------------------------------------------------------- | ---------------------------------- | ----- | ----- |
| 1     | C1        | 3  | Peugeot Talbot Sport                          | Éric Hélary Christophe Bouchut Geoff Brabham             | Peugeot 905 Evo 1B                 | M     | 375   |
| 1     | C1        | 3  | Peugeot Talbot Sport                          | Éric Hélary Christophe Bouchut Geoff Brabham             | Peugeot SA35 3.5L V10              | M     | 375   |
| 2     | C1        | 1  | Peugeot Talbot Sport                          | Thierry Boutsen Yannick Dalmas Teo Fabi                  | Peugeot 905 Evo 1B                 | M     | 374   |
| 2     | C1        | 1  | Peugeot Talbot Sport                          | Thierry Boutsen Yannick Dalmas Teo Fabi                  | Peugeot SA35 3.5L V10              | M     | 374   |
| 3     | C1        | 2  | Peugeot Talbot Sport                          | Philippe Alliot Mauro Baldi Jean-Pierre Jabouille        | Peugeot 905 Evo 1B                 | M     | 367   |
| 3     | C1        | 2  | Peugeot Talbot Sport                          | Philippe Alliot Mauro Baldi Jean-Pierre Jabouille        | Peugeot SA35 3.5L V10              | M     | 367   |
| 4     | C1        | 36 | Toyota Team Tom's                             | Eddie Irvine Toshio Suzuki Masanori Sekiya               | Toyota TS010                       | M     | 364   |
| 4     | C1        | 36 | Toyota Team Tom's                             | Eddie Irvine Toshio Suzuki Masanori Sekiya               | Toyota RV10 3.5L V10               | M     | 364   |
| 5     | C2        | 22 | Y's Racing Team SARD Co. Ltd.                 | Roland Ratzenberger Mauro Martini Naoki Nagasaka         | Toyota 93C-V                       | D     | 363   |
| 5     | C2        | 22 | Y's Racing Team SARD Co. Ltd.                 | Roland Ratzenberger Mauro Martini Naoki Nagasaka         | Toyota R36V 3.6L Turbo V8          | D     | 363   |
| 6     | C2        | 25 | Nisso Trust Racing Team                       | George Fouché Eje Elgh Steven Andskär                    | Toyota 93C-V                       | D     | 358   |
| 6     | C2        | 25 | Nisso Trust Racing Team                       | George Fouché Eje Elgh Steven Andskär                    | Toyota R36V 3.6L Turbo V8          | D     | 358   |
| 7     | C2        | 21 | Obermaier Racing GmbH                         | Otto Altenbach Jürgen Oppermann Loris Kessel             | Porsche 962 C                      | G     | 355   |
| 7     | C2        | 21 | Obermaier Racing GmbH                         | Otto Altenbach Jürgen Oppermann Loris Kessel             | Porsche Type-935 3.0L Turbo Flat-6 | G     | 355   |
| 8     | C1        | 38 | Toyota Team Tom's                             | Geoff Lees Jan Lammers Juan Manuel Fangio II             | Toyota TS010                       | M     | 353   |
| 8     | C1        | 38 | Toyota Team Tom's                             | Geoff Lees Jan Lammers Juan Manuel Fangio II             | Toyota RV10 3.5L V10               | M     | 353   |
| 9     | C2        | 18 | Joest Porsche Racing                          | Bob Wollek Henri Pescarolo Ronny Meixner                 | Porsche 962 C                      | G     | 351   |
| 9     | C2        | 18 | Joest Porsche Racing                          | Bob Wollek Henri Pescarolo Ronny Meixner                 | Porsche Type-935 3.0L Turbo Flat-6 | G     | 351   |
| 10    | C2        | 14 | Courage Compétition                           | Derek Bell Lionel Robert Pascal Fabre                    | Courage C30LM                      | G     | 347   |
| 10    | C2        | 14 | Courage Compétition                           | Derek Bell Lionel Robert Pascal Fabre                    | Porsche Type-935 3.0L Turbo Flat-6 | G     | 347   |
| 11    | C2        | 13 | Courage Compétition                           | Pierre Yver Jean-Louis Ricci Jean-François Yvon          | Courage C30LM                      | G     | 343   |
| 11    | C2        | 13 | Courage Compétition                           | Pierre Yver Jean-Louis Ricci Jean-François Yvon          | Porsche Type-935 3.0L Turbo Flat-6 | G     | 343   |
| 12    | C2        | 10 | Porsche Kremer Racing                         | Jürgen Lässig Giovanni Lavaggi Wayne Taylor              | Porsche 962 CK6                    | D     | 328   |
| 12    | C2        | 10 | Porsche Kremer Racing                         | Jürgen Lässig Giovanni Lavaggi Wayne Taylor              | Porsche Type-935 3.0L Turbo Flat-6 | D     | 328   |
| 13    | C2        | 11 | Porsche Kremer Racing                         | Andy Evans Tomás Saldaña François Migault                | Porsche 962 CK6                    | D     | 316   |
| 13    | C2        | 11 | Porsche Kremer Racing                         | Andy Evans Tomás Saldaña François Migault                | Porsche Type-935 3.0L Turbo Flat-6 | D     | 316   |
| 14    | C2        | 23 | Team Guy Chotard                              | Denis Morin Didier Caradec Alain Sturm                   | Porsche 962 C                      | G     | 308   |
| 14    | C2        | 23 | Team Guy Chotard                              | Denis Morin Didier Caradec Alain Sturm                   | Porsche Type-935 3.0L Turbo Flat-6 | G     | 308   |
| 15    | C4        | 47 | Monaco Media International Larbre Compétition | Joël Gouhier Jürgen Barth Dominique Dupuy                | Porsche 911 Carrera RSR            | P     | 304   |
| 15    | C4        | 47 | Monaco Media International Larbre Compétition | Joël Gouhier Jürgen Barth Dominique Dupuy                | Porsche 3.8L Flat-6                | P     | 304   |
| 16    | C4        | 78 | Jack Leconte Larbre Compétition               | Jesús Pareja Jack Leconte Pierre de Thoisy               | Porsche 911 Carrera RSR            | G     | 301   |
| 16    | C4        | 78 | Jack Leconte Larbre Compétition               | Jesús Pareja Jack Leconte Pierre de Thoisy               | Porsche 3.8L Flat-6                | G     | 301   |
| 17    | C4        | 65 | Heico Dienstleistungen                        | Ulrich Richter Dirk Rainer Ebeling Karl-Heinz Wlazik     | Porsche 911 Carrera RSR            | Y     | 299   |
| 17    | C4        | 65 | Heico Dienstleistungen                        | Ulrich Richter Dirk Rainer Ebeling Karl-Heinz Wlazik     | Porsche 3.8L Flat-6                | Y     | 299   |
| 18    | C4        | 77 | Scuderia Chicco d'Oro                         | Claude Haldi Olivier Haberthur Charles Margueron         | Porsche 911 Carrera RSR            | P     | 299   |
| 18    | C4        | 77 | Scuderia Chicco d'Oro                         | Claude Haldi Olivier Haberthur Charles Margueron         | Porsche 3.8L Flat-6                | P     | 299   |
| 19    | C4        | 62 | Konrad Motorsport                             | Franz Konrad Jun Harada Antonio Herrmann de Azevedo      | Porsche 911 Carrera RS             | Y     | 293   |
| 19    | C4        | 62 | Konrad Motorsport                             | Franz Konrad Jun Harada Antonio Herrmann de Azevedo      | Porsche 3.8L Flat-6                | Y     | 293   |
| 20    | C2        | 24 | Graff Racing                                  | Jean-Bernard Bouvet Richard Balandras Bruno Miot         | Spice SE89C                        | G     | 288   |
| 20    | C2        | 24 | Graff Racing                                  | Jean-Bernard Bouvet Richard Balandras Bruno Miot         | Ford Cosworth DFL 3.3L V8          | G     | 288   |
| 21    | C4        | 66 | Mühlbauer Motorsport                          | Gustl Spreng Sandro Angelastri Fritz Müller              | Porsche 911 Carrera RS             | P     | 276   |
| 21    | C4        | 66 | Mühlbauer Motorsport                          | Gustl Spreng Sandro Angelastri Fritz Müller              | Porsche 3.6L Flat-6                | P     | 276   |
| 22    | C4        | 40 | Obermaier Racing GmbH                         | Philippe Olczyk Josef Prechtl Gérard Dillmann            | Porsche 911 Carrera 2 Cup          | P     | 274   |
| 22    | C4        | 40 | Obermaier Racing GmbH                         | Philippe Olczyk Josef Prechtl Gérard Dillmann            | Porsche 3.8L Flat-6                | P     | 274   |
| 23    | C4        | 55 | Agusta Racing                                 | Onofrio Russo Riccardo Agusta Paolo Mondini              | Venturi 500 LM                     | D     | 274   |
| 23    | C4        | 55 | Agusta Racing                                 | Onofrio Russo Riccardo Agusta Paolo Mondini              | Renault PRV 3.0L Turbo V6          | D     | 274   |
| 24    | C3        | 33 | Welter Racing                                 | Patrick Gonin Bernard Santal Alain Lamouille             | WR LM93                            | M     | 268   |
| 24    | C3        | 33 | Welter Racing                                 | Patrick Gonin Bernard Santal Alain Lamouille             | Peugeot 2.0L Turbo I4              | M     | 268   |
| 25    | C4        | 57 | Écurie Toison d'Or                            | Marc Duez Éric Bachelart Philip Verellen                 | Venturi 500 LM                     | D     | 267   |
| 25    | C4        | 57 | Écurie Toison d'Or                            | Marc Duez Éric Bachelart Philip Verellen                 | Renault PRV 3.0L Turbo V6          | D     | 267   |
| 26    | C4        | 49 | Team Paduwa                                   | Bruno Ilien Alain Gadal Bernard Robin                    | Porsche 911 Carrera 2 Cup          | D     | 266   |
| 26    | C4        | 49 | Team Paduwa                                   | Bruno Ilien Alain Gadal Bernard Robin                    | Porsche 3.6L Flat-6                | D     | 266   |
| 27    | C4        | 70 | Eric Graham                                   | Pascal Witmeur Michel Neugarten Jacques Tropenat         | Venturi 500 LM                     | D     | 262   |
| 27    | C4        | 70 | Eric Graham                                   | Pascal Witmeur Michel Neugarten Jacques Tropenat         | Renault PRV 3.0L Turbo V6          | D     | 262   |
| 28    | C4        | 91 | Alain Lamouille                               | Patrice Roussel Edouard Sezionale Hervé Rohée            | Venturi 500 LM                     | D     | 246   |
| 28    | C4        | 91 | Alain Lamouille                               | Patrice Roussel Edouard Sezionale Hervé Rohée            | Renault PRV 3.0L Turbo V6          | D     | 246   |
| 29    | C4        | 92 | BBA Compétition                               | Jean-Luc Maury-Laribière Michel Krine Patrick Camus (de) | Venturi 500 LM                     | D     | 243   |
| 29    | C4        | 92 | BBA Compétition                               | Jean-Luc Maury-Laribière Michel Krine Patrick Camus (de) | Renault PRV 3.0L Turbo V6          | D     | 243   |
| 30    | C3        | 35 | Sport & Imagine SRL                           | Fabio Magnani Luigi Taverna Roberto Ragazzi              | Lucchini SP91                      | P     | 221   |
| 30    | C3        | 35 | Sport & Imagine SRL                           | Fabio Magnani Luigi Taverna Roberto Ragazzi              | Alfa Romeo 3.0L V6                 | P     | 221   |
| Abd.  | C2        | 17 | Joest Porsche Racing                          | Manuel Reuter Frank Jelinski Louis Krages                | Porsche 962 C                      | G     | 282   |
| Abd.  | C2        | 17 | Joest Porsche Racing                          | Manuel Reuter Frank Jelinski Louis Krages                | Porsche Type-935 3.0L Turbo Flat-6 | G     | 282   |
| Abd.  | C3        | 34 | Didier Bonnet                                 | Yvan Muller Gérard Tremblay Georges Tessier              | Debora SP93                        | P     | 259   |
| Abd.  | C3        | 34 | Didier Bonnet                                 | Yvan Muller Gérard Tremblay Georges Tessier              | Alfa Romeo 3.0L V6                 | P     | 259   |
| Abd.  | C1        | 37 | Toyota Team Tom's                             | Pierre-Henri Raphanel Kenny Acheson Andy Wallace         | Toyota TS010                       | M     | 212   |
| Abd.  | C1        | 37 | Toyota Team Tom's                             | Pierre-Henri Raphanel Kenny Acheson Andy Wallace         | Toyota RV10 3.5L V10               | M     | 212   |
| Abd.  | C4        | 71 | Jacadi Racing                                 | Jacques Laffite Michel Maisonneuve Christophe Dechavanne | Venturi 500 LM                     | D     | 210   |
| Abd.  | C4        | 71 | Jacadi Racing                                 | Jacques Laffite Michel Maisonneuve Christophe Dechavanne | Renault PRV 3.0L Turbo V6          | D     | 210   |
| Abd.  | C2        | 15 | Porsche Kremer Racing                         | Almo Coppelli Robin Donovan Steve Fossett                | Porsche 962 CK6                    | D     | 204   |
| Abd.  | C2        | 15 | Porsche Kremer Racing                         | Almo Coppelli Robin Donovan Steve Fossett                | Porsche Type-935 3.0L Turbo Flat-6 | D     | 204   |
| Abd.  | C4        | 52 | TWR Jaguar Racing                             | Paul Belmondo Jay Cochran Andreas Fuchs (de)             | Jaguar XJ220                       | D     | 176   |
| Abd.  | C4        | 52 | TWR Jaguar Racing                             | Paul Belmondo Jay Cochran Andreas Fuchs (de)             | Jaguar JV6 3.5L Turbo V6           | D     | 176   |
| Abd.  | C2        | 28 | Roland Bassaler                               | Roland Bassaler Patrick Bourdais Jean-Louis Capette      | Sauber SHS C6                      | G     | 166   |
| Abd.  | C2        | 28 | Roland Bassaler                               | Roland Bassaler Patrick Bourdais Jean-Louis Capette      | BMW M88 3.5L I6                    | G     | 166   |
| Abd.  | C4        | 44 | Lotus Sport Chamberlain Engineering           | Richard Piper Olindo Iacobelli Ferdinand de Lesseps      | Lotus Esprit S300                  | D     | 162   |
| Abd.  | C4        | 44 | Lotus Sport Chamberlain Engineering           | Richard Piper Olindo Iacobelli Ferdinand de Lesseps      | Lotus 2.2L Turbo I4                | D     | 162   |
| Abd.  | C2        | 27 | Chamberlain Engineering                       | Andy Petery Nick Adams Hervé Regout                      | Spice SE89C                        | G     | 137   |
| Abd.  | C2        | 27 | Chamberlain Engineering                       | Andy Petery Nick Adams Hervé Regout                      | Ford Cosworth DFZ 3.5L V8          | G     | 137   |
| Abd.  | C2        | 12 | Courage Compétition                           | Tomiko Yoshikawa (de) Claude Moran Alessandro Gini       | Courage C30LM                      | G     | 108   |
| Abd.  | C2        | 12 | Courage Compétition                           | Tomiko Yoshikawa (de) Claude Moran Alessandro Gini       | Porsche Type-935 3.0L Turbo Flat-6 | G     | 108   |
| Abd.  | C4        | 45 | Lotus Sport Chamberlain Engineering           | Yojiro Terada Peter Hardman Thorkild Thyrring            | Lotus Esprit S300                  | D     | 92    |
| Abd.  | C4        | 45 | Lotus Sport Chamberlain Engineering           | Yojiro Terada Peter Hardman Thorkild Thyrring            | Lotus 2.2L Turbo I4                | D     | 92    |
| Abd.  | C4        | 56 | Stéphane Ratel                                | Costas Los Johannes Bardutt Claude Brana                 | Venturi 500 LM                     | D     | 80    |
| Abd.  | C4        | 56 | Stéphane Ratel                                | Costas Los Johannes Bardutt Claude Brana                 | Renault PRV 3.0L Turbo V6          | D     | 80    |
| Abd.  | C4        | 46 | Le Mans Porsche Team                          | Walter Röhrl Hans-Joachim Stuck Hurley Haywood           | Porsche 911 Turbo S LM             | G     | 79    |
| Abd.  | C4        | 46 | Le Mans Porsche Team                          | Walter Röhrl Hans-Joachim Stuck Hurley Haywood           | Porsche 3.2L Turbo Flat-6          | G     | 79    |
| Abd.  | C4        | 76 | Cartronic Motorsport                          | Enzo Calderari Luigino Pagotto Lilian Bryner             | Porsche 911 Carrera 2 Cup          | P     | 64    |
| Abd.  | C4        | 76 | Cartronic Motorsport                          | Enzo Calderari Luigino Pagotto Lilian Bryner             | Porsche 3.6L Flat-6                | P     | 64    |
| Abd.  | C4        | 48 | Team Paduwa                                   | Harald Grohs Jean-Paul Libert (de) Didier Theys          | Porsche 911 Carrera 2 Cup          | D     | 8     |
| Abd.  | C4        | 48 | Team Paduwa                                   | Harald Grohs Jean-Paul Libert (de) Didier Theys          | Porsche 3.6L Flat-6                | D     | 8     |
| Abd.  | C4        | 51 | TWR Jaguar Racing                             | Armin Hahne Win Percy David Leslie                       | Jaguar XJ220                       | D     | 6     |
| Abd.  | C4        | 51 | TWR Jaguar Racing                             | Armin Hahne Win Percy David Leslie                       | Jaguar JV6 3.5L Turbo V6           | D     | 6     |
| Dsq.  | C4        | 50 | TWR Jaguar Racing                             | John Nielsen David Brabham David Coulthard               | Jaguar XJ220                       | D     | 306   |
| Dsq.  | C4        | 50 | TWR Jaguar Racing                             | John Nielsen David Brabham David Coulthard               | Jaguar JV6 3.5L Turbo V6           | D     | 306   |
| N. p. | C4        | 72 | Simpson Engineering                           | Robin Smith Stefano Sebastiani Tetsuya Ota (en)          | Ferrari 348 LM                     | P     | -     |
| N. p. | C4        | 72 | Simpson Engineering                           | Robin Smith Stefano Sebastiani Tetsuya Ota (en)          | Ferrari 3.4L V8                    | P     | -     |

Détail :
- La no 50 TWR Jaguar Racing est disqualifiée pour avoir, après contrôle technique en fin de course, utilisé des pots d'échappement non conformes à la réglementation de l'IMSA.

## Pole position et record du tour
- Pole position : Philippe Alliot sur Peugeot 905 no 2 - Peugeot Talbot Sport en 3 min 24 s 94.
- Meilleur tour en course : Eddie Irvine sur Toyota TS 010 no 36 - Toyota Team Tom's en 3 min 27 s 47 au 243e tour.

## Tours en tête
- no 2 Peugeot 905 - Peugeot Talbot Sport : 33 (1-7 / 10-11 / 24-36 / 38-48)
- no 36 Toyota TS 010 - Toyota Team Tom's : 14 (8-9 / 12-23)
- no 38 Toyota TS 010 - Toyota Team Tom's : 27 (37 / 49-50 / 59-76 / 84-89)
- no 1 Peugeot 905 - Peugeot Talbot Sport : 142 (51-58 / 77-83 / 90-179 / 198-202 / 224-226 / 236-264)
- no 3 Peugeot 905 - Peugeot Talbot Sport : 159 (180-197 / 203-223 / 227-235 / 265-375)

## À noter
- Longueur du circuit : 13,600 km
- Distance parcourue : 5 100,000 km
- Vitesse moyenne : 213,358 km/h
- Écart avec le 2e : 13,600 km